# Batasio pakistanicus
Batasio pakistanicus es una especie de pez de la familia Bagridae en el orden de los Siluriformes.

## Distribución geográfica
Se encuentran en Asia: río Indo.